# Donita Sparks
Donita Sparks (Chicago, 8 de abril de 1963) é uma cantora, compositora, guitarrista e baixista estadunidense, mais conhecida por ser o co-fundadora da banda L7. Sparks também iniciou, executou e lançou material original com seu projeto solo, a banda Donita Sparks e The Stellar Moments.

## Carreira
Sparks foi criado em Chicago em uma família que participava regularmente de ações políticas. Donita Sparks trabalhou como mensageira apé no centro de Chicago antes de se mudar para Los Angeles aos 19 anos.
Donita Sparks conheceu Suzi Gardner em 1984 e formaram a fundação criativa da L7 em 1985. Sparks e Gardner trabalharam na LA Weekly e participaram ativamente da cena de arte punk DIY na área de Echo Park / Silver Lake quando começaram a compor músicas juntas. Reconhecidas por subverter e transcender as expectativas dos artistas no final dos anos 80 e início dos anos 90, a L7 produziu seis álbuns de estúdio originais entre 1985 e 1999. O trabalho de Donita na banda, já apareceu em filmes como Natural Born Killers, Serial Mom, and Brokeback Mountain, e jogos de vídeo game, como Grand Theft Auto: San Andreas e Rock Band 2. Em 1994, Sparks apareceu no filme de John Waters Serial Mom como músico e intérprete da banda fictícia "Camel Lips".
Sparks lançou seu primeiro disco solo Transmiticate como Donita Sparks e Stellar Moments em fevereiro de 2008. Sparks é também a baterista da banda Lou Reed, Lou Man Group. L7 reformou em 2015 e embarcou em uma turnê de reunião. O documentário L7: Pretend We're Dead, dirigido por Sarah Price, apresenta imagens originais e entrevistas com Donita Sparks e foi lançado em novembro de 2016.[carece de fontes?] O filme foi indicado para um VO5 NME Prêmio de Melhor Filme Musical. Sparks continua realizando shows ao vivo com a formação original do L7 e co-escreveu duas novas músicas com Suzi Gardner: Dispatch from Mar-a-Lago, 2017 e I Came Back to Bitch, 2018.

## Filantropia
Sparks e L7 formaram o Rock for Choice com a Feminist Majority Foundation em 1991, realizando inúmeros concertos apresentando algumas das maiores bandas do setor, beneficiando organizações pró-descriminalização do aborto.

## Controvérsia
Enquanto o L7 estava se apresentando no Reading Festival em 1992. a banda passou por dificuldades técnicas com vazamento de som. A plateia ficou irada e começou a vaiar. Sparks jogou seu absorvente no público e gritou: "Comam meu absorvente usado, filhos da puta!". Ela nunca se desculpou pelo incidente. O episódio é conhecido como uma das "coisas mais insanas que os astros do rock já fizeram nos palcos". Em 1992, Sparks criou uma polemica na Inglaterra, Quando durante uma apresentação da banda, ela baixou as calças na televisão ao vivo no programa The Word.

## Discografia

### Álbuns de estúdio
- L7 (1988)
- Smell the Magic (1990)
- Bricks Are Heavy (1992)
- Hungry for Stink (1994)
- The Beauty Process: Triple Platinum (1997)
- Slap Happy (1999)

### Donita Sparks and the Stellar Moments
- Transmiticate (2008)